# Bruno Basto
Bruno Miguel Leite Basto (Lisboa, 21 de Maio de 1978) é um ex-futebolista português, e jogava como defesa esquerdo.